# Euphorbia tirucalli
Euphorbia tirucalli is een plantensoort uit de familie Euphorbiaceae. De soort staat op de Rode Lijst van de IUCN geklasseerd als 'niet bedreigd'.

## Beschrijving
Euphorbia tirucalli is een struik of kleine boom met groene, gladde, succulente takken, ter dikte van een potlood. Deze bevatten een giftig melksap. De ovale bladeren zijn 1 tot 2,5 centimeter lang en ongeveer 3 tot 4 millimeter breed. Deze vallen meestal vroeg af. De gele bloemen groeien aan de uiteinden van de takken. De soort kan een hoogte van 7 meter bereiken. 

## Verspreiding
De soort komt voor in het zuidelijke deel van Afrika, in landen zoals Angola, Congo, Mozambique, Rwanda, Zuid-Afrika, Swaziland, Tanzania, Namibië en Zambia. Ook komt de soort voor op Madagaskar. De soort groeit in droge gebieden, met name in savannes.

## Gebruik
In Afrika en Madagaskar wordt het melksap gebruikt als medicijn tegen verschillende kwalen. Een paar druppels melksap vermengd met melk zou een goed tegengif zijn tegen vergiftigingen door slangenbeten. Een hoge overdosis gebruiken bij behandeling kan dodelijk zijn, vooral bij kinderen. Verwarmde takken worden gekauwd en het melksap ingeslikt om keelpijn en droge hoest te verlichten, maar ook om weeën op te wekken tijdens de bevalling. Ook de wortels, as van verbrande takken en verpulverde takken worden als medicijn gebruikt.
In Oost-Afrika wordt het gebruikt als pijlgif bij het jagen. Ook aas wordt ermee vergiftigd om zodoende knaagdieren en andere wilde dieren te doden. Verpulverde takken van deze plant wordt gebruikt als gif om vissen te doden.
In Madagaskar wordt er uit de pit van de vruchten olie gewonnen. De olie wordt daar gebruikt om het haar mee in te smeren.

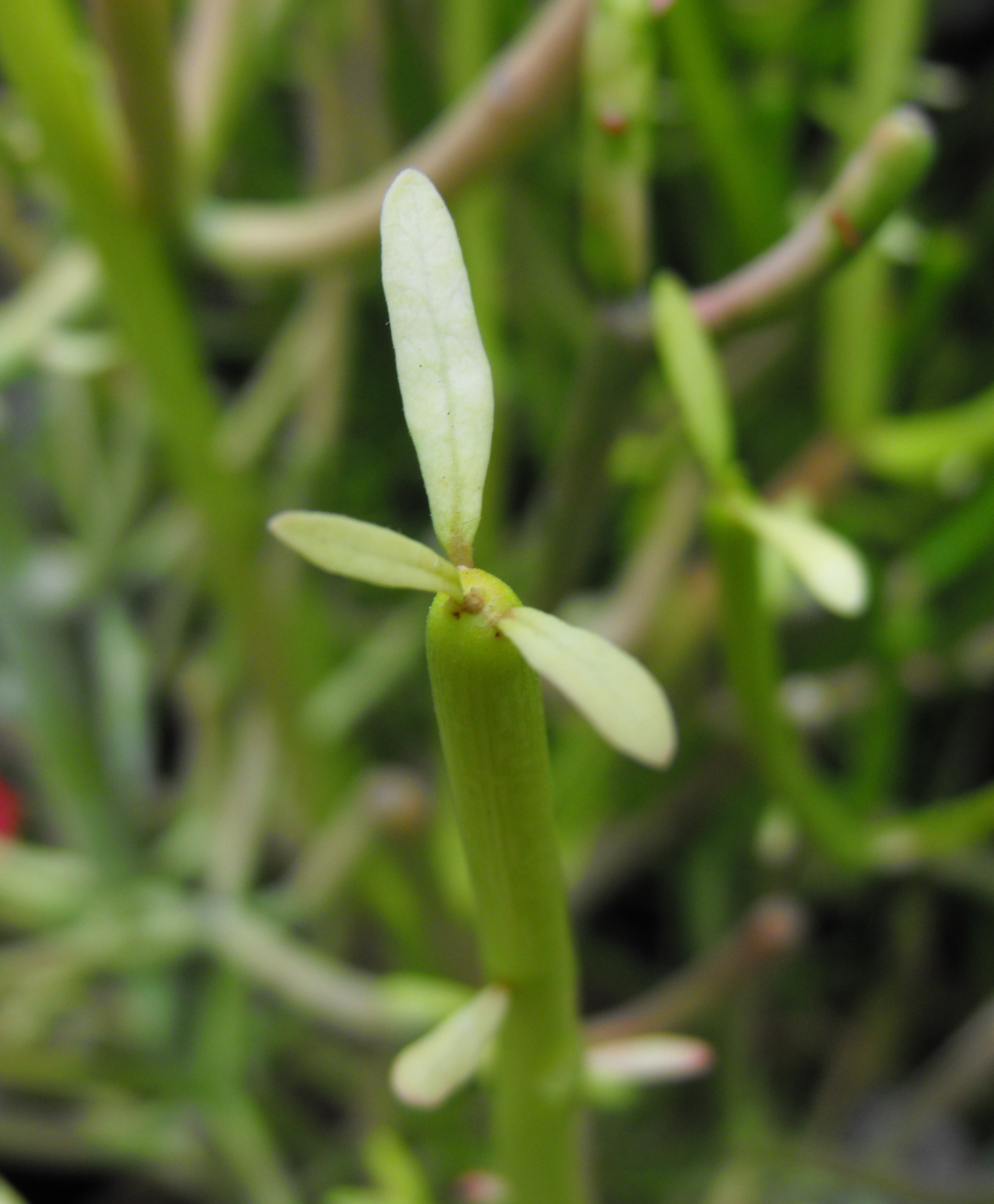
Bladeren

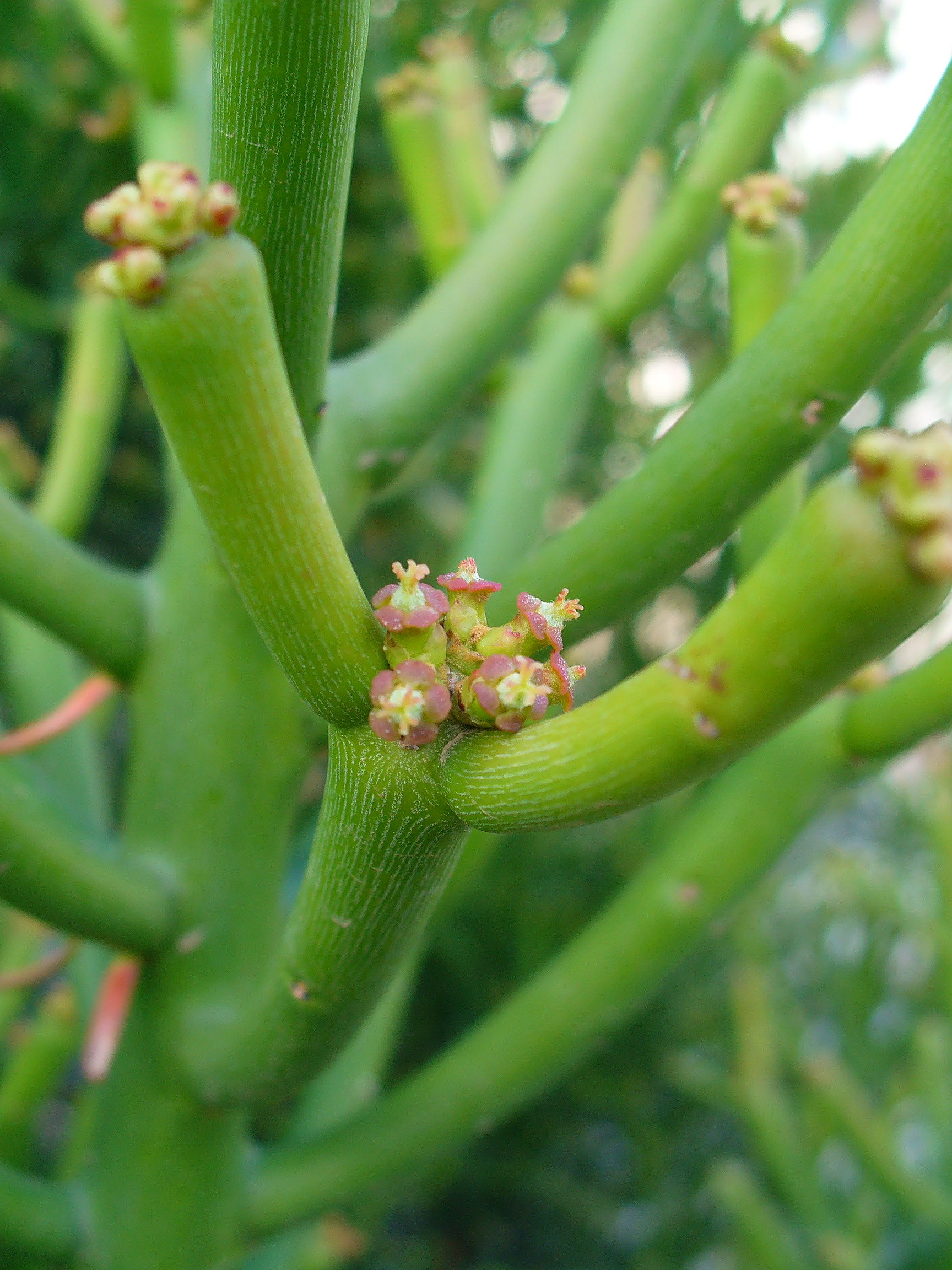
Bloemen

... · 
E. abdelkuri · 
E. abyssinica · 
E. acanthothamnos · 
E. actinoclada · 
E. adenopoda · 
E. alcicornis · 
E. alfredii · 
E. alluaudii · 
E. ambarivatoensis · 
E. ambovombensis · 
E. amygdaloides (Amandelwolfsmelk) · 
E. analalavensis · 
E. ankaranae · 
E. ankarensis · 
E. ankazobensis · 
E. antiquorum · 
E. antso · 
E. aprica · 
E. arahaka · 
E. aureoviridiflora · 
E. balsamifera · 
E. banae · 
E. beharensis · 
E. bemarahaensis ·
E. berorohae · 
E. biaculeata · 
E. boissieri · 
E. boiteaui · 
E. boivinii · 
E. bongolavensis · 
E. bosseri · 
E. brachyphylla · 
E. caducifolia · 
E. candelabrum · 
E. cap-saintemariensis · 
E. capmanambatoensis · 
E. capuronii · 
E. caput-aureum · 
E. cedrorum · 
E. cyparissias (Cipreswolfsmelk) · 
E. dulcis (Zoete wolfsmelk) · 
E. epithymoides (Kleurige wolfsmelk) · 
E. erythraea ·
E. esula (Heksenmelk) · 
E. exigua (Kleine wolfsmelk) · 
E. handiensis ·
E. helioscopia (Kroontjeskruid) · 
E. ingens · 
E. lacei · 
E. lactea · 
E. lathyris (Kruisbladige wolfsmelk) · 
E. leuconeura · 
E. neriifolia · 
E. officinarum · 
E. palustris (Moeraswolfsmelk) · 
E. paralias (Zeewolfsmelk) · 
E. peplus (Tuinwolfsmelk) · 
E. platyphyllos (Brede wolfsmelk) · 
E. portlandica (Kustwolfsmelk) · 
E. pulcherrima (Kerstster) · 
E. regis-jubae · 
E. resinifera · 
E. royleana · 
E. seguieriana (Zandwolfsmelk) · 
E. stenoclada · 
E. stricta (Stijve wolfsmelk) · 
E. tirucalli · 
E. verrucosa (Wrattige wolfsmelk) · 
E. waringiae · 
...